# Destroyer (Kiss)
| Recensione | Giudizio |
| ---------- | -------- |
| AllMusic   | [ 1 ]    |

Destroyer è il quarto album in studio del gruppo musicale statunitense Kiss, pubblicato il 15 marzo 1976 dalla Casablanca Records.
L'album è inserito nella lista dei 500 migliori album di tutti i tempi pubblicata dalla rivista Rolling Stone alla posizione 489.

## Descrizione
Come produttore di questo album i Kiss avevano assunto Bob Ezrin (noto produttore musicale famoso per aver collaborato con Alice Cooper), che negli anni seguenti produrrà anche altri due dischi per il gruppo (Music from "The Elder" e Revenge). Il sound del disco è prettamente hard rock, come gli album successivi prima di Dynasty, il quale segnerà un ammorbidimento della loro musica.
Appena uscito, questo album non sembrava riscuotere grandi favori: secondo le dichiarazioni di Paul Stanley l'album inizialmente vendette relativamente bene (circa 850 000 copie in patria, che valsero all'album la certificazione con il disco d'oro, ottenuta il 22 aprile 1976), ma nel giro di un mese perse più di cento posizioni cadendo dall'undicesima alla numero 192. Anche i singoli estratti dall'album non riscossero il successo sperato, ma la svolta avvenne quando una radio locale trasmise il Lato B del singolo Detroit Rock City, la power ballad Beth cantata da Peter Criss divenne la maggiore hit della storia del gruppo negli Stati Uniti (raggiungerà la settima posizione) e farà risalire le vendite dell'album, che l'11 novembre dello stesso anno sarà premiato con il disco di platino. Con il passare del tempo l'album acquisì ulteriore notorietà tanto che nel 2002 venne posizionato alla cinquantesima posizione nella classifica dei 100 migliori album americani. Il 9 settembre 2011 Destroyer viene certificato due volte disco di platino negli Stati Uniti dalla RIAA.
In questo lavoro si possono trovare alcuni brani definiti come marchi di fabbrica del gruppo, come Detroit Rock City, God of Thunder, Shout It Out Loud e Beth.

## Tracce
1. Detroit Rock City – 5:20 (Stanley, Ezrin)
2. King Of The Night Time World – 3:13 (Kim Fowley, Mark Anthony, Stanley, Ezrin)
3. God Of Thunder – 4:13 (Stanley)
4. Great Expectations – 4:21 (Simmons, Ezrin)
5. Flaming Youth – 2:55 (Frehley, Stanley, Simmons, Ezrin)
6. Sweet Pain – 3:20 (Simmons)
7. Shout It Out Loud – 2:50 (Simmons, Stanley, Ezrin)
8. Beth – 2:45 (Criss, Stan Penridge, Ezrin)
9. Do You Love Me – 3:33 (Fowley, Ezrin, Stanley)
10. Rock And Roll Party – 1:25 – traccia fantasma

## Formazione
Gruppo
- Paul Stanley - voce principale (tracce 1, 2, 5, 7 e 9) o secondaria, chitarra ritmica, primo assolo di chitarra nella prima traccia[10]
- Gene Simmons - voce principale (tracce 3, 4, 6 e 7) o secondaria, basso
- Ace Frehley - chitarra solista
- Peter Criss - voce principale (traccia 8) o secondaria, batteria

Personale aggiuntivo
- Dick Wagner - chitarra acustica in Beth[10], chitarra solista in Sweet Pain e Flaming Youth[10]
- Harlem Boys Choir - cori in Great Expectations[10]
- David e Josh Ezrin - voci recitanti in God of Thunder[10]
- Bob Ezrin - voce recitante nella prima traccia[10]